# Жджарка
Жджарка (пол. Żdżarka) — деревня в Влодавском повете Люблинского воеводства Польши. Входит в состав гмины Ханьск. По данным переписи 2011 года, в деревне проживало 67 человек.

## География
Деревня расположена на востоке Польши, на расстоянии приблизительно 13 километров к юго-западу от города Влодавы, административного центра повета. Абсолютная высота — 163 метра над уровнем моря. К востоку от населённого пункта проходит региональная автодорога 812, к западу — региональная автодорога 819.

## История
По данным на 1827 год имелось 29 дворов и проживало 237 человек. Согласно «Справочной книжке Седлецкой губернии на 1875 год» деревня входила в состав гмины Ганьск Влодавского уезда Седлецкой губернии.
В 1975—1998 годах деревня входила в состав Хелмского воеводства.

## Население
Демографическая структура по состоянию на 31 марта 2011 года:
|         | Всего | До трудоспособного возраста | Трудоспособного возраста | Старше трудоспособного возраста |
| ------- | ----- | --------------------------- | ------------------------ | ------------------------------- |
| Мужчины | 39    | 4                           | 30                       | 5                               |
| Женщины | 28    | 4                           | 14                       | 10                              |
| Всего   | 67    | 8                           | 44                       | 15                              |